# Guanxing (socken i Kina, Sichuan, lat 27,84, long 105,46)
Guanxing (kinesiska: 观兴乡, 观兴) är en socken i Kina. Den ligger i provinsen Sichuan, i den sydvästra delen av landet, omkring 340 kilometer sydost om provinshuvudstaden Chengdu. Antalet invånare är 17 765. Befolkningen består av 8 503 kvinnor och 9 262 män. Barn under 15 år utgör 28,0 %, vuxna 15-64 år 60 %, och äldre över 65 år 10,0 %.
Genomsnittlig årsnederbörd är 1 152 millimeter. Den regnigaste månaden är juli, med i genomsnitt 200 mm nederbörd, och den torraste är januari, med 23 mm nederbörd.